# Lieuron
Lieuron är en kommun i departementet Ille-et-Vilaine i regionen Bretagne i nordvästra Frankrike. Kommunen ligger i kantonen Pipriac som tillhör arrondissementet Redon. År 2022 hade Lieuron 802 invånare.

## Befolkningsutveckling
Antalet invånare i kommunen Lieuron
Referens:INSEE